# Атлин
Атлин (енгл. Atlin Lake), највеће је природно језеро Британске Колумбије, смештено на њеном крајњем северозападу. Површина му износи 780 km². Издужено је у правцу север-југ, а севернији део припада провинцији Јукон. Кратком реком Атлин отиче у језеро Тагиш и сматра се да су ова два језера извориште велике реке Јукон.

## Извор
1. ↑  Discover Atlin: www.discoveratlin.com